# Tocancipá
Tocancipá es un municipio del departamento de Cundinamarca, Colombia. Se encuentra ubicado a 22 kilómetros al norte de Bogotá, saliendo por la Autopista Norte.
Tocancipá es también conocida como "La capital Industrial de Colombia" debido a la gran cantidad de empresas y alta competitividad.
En Tocancipá está situada la segunda embotelladora más grande del continente  a cargo de Coca Cola Femsa, y así mismo la PTAP Tibitoc que brinda agua potable a alrededor de 4 millones de bogotanos 
Tocancipá es reconocida por el Parque Jaime Duque y el autódromo de Tocancipá, donde se realizan diferentes competencias de automovilismo y motociclismo. 

## Toponimia

### Origen lingüístico[3]
- Familia lingüística: Chibcha
- Lengua: Muysccubun

### Significado
Tocancipá puede significar en muysccubun "Alegrías del Zipa", según Acosta Ortegón.Tocancipá presenta los vocablos toca "dominio del río", to "cortada, ruptura", to-toc "río", ca-ka "vallado, cerco, lugar, sitio, puesto, fortaleza, propiedad". Este vocablo representa el símbolo de la estrella de oriente y de igual manera la hora de la madrugada; toda expresión acompañada del vocablo ca enuncia territorios sublimes asignados a grandes caciques. n "en, de", chi-zi "nosotros", pa-paba "padre".

### Origen / Motivación
El nombre de Tocancipá es de origen indígena y se tomó del asentamiento indígena que se encontraba en la región en época prehispánica.

## Historia
Prehistoria:
Sus vestigios culturales datan de 12.500 años antes del presente, según lo comprueban milenarias evidencias palinológicas, que atestiguan la presencia de cazadores en el área. Las excavaciones de El Abra, ubicadas en los límites entre los municipios de Zipaquirá y Tocancipá (Cundinamarca) revelan la existencia del más antiguo poblamiento para Colombia.

### Época precolombina
Tocancipá conserva todos sus nombres geográficos, límites y arcifinios, desde la Confederación Muisca. Por su privilegiada posición geográfica y estratégica los historiadores coinciden en denominarle «El corazón de los territorios del Zipa».
Entre los episodios históricos más notables ocurridos en la región debe señalarse el combate de Tibitó, librado entre las tropas de la expedición de Gonzalo Jiménez de Quesada y el último Zipa, Tisquesusa. 
Los habitantes precolombinos de Tocancipá y Gachancipá eran los principales alfareros de la sabana del Zipazgo: allí se elaboraban ollas, cazuelas juiches y gachas, que los salineros de Zipaquirá y Nemocón compraban para la extracción de la sal. 

### Conquista española
El pueblo muisca de Tocancipá estaba ubicado hacia el río Fumesa, antiguo nombre del río Bogotá, y el de Unta hacia el camino a Chocontá, en cuyas cercanías se fundó el nuevo. El pueblo nuevo fue fundado mediante auto del 21 de septiembre de 1593 por el Oidor Miguel de Ibarra, acompañado del escribano Alonso González. el pueblo de Tocancipá o Toquencipa fue encomendado a Hernando de Velasco Angulo.

### Nuevo Reino de Granada

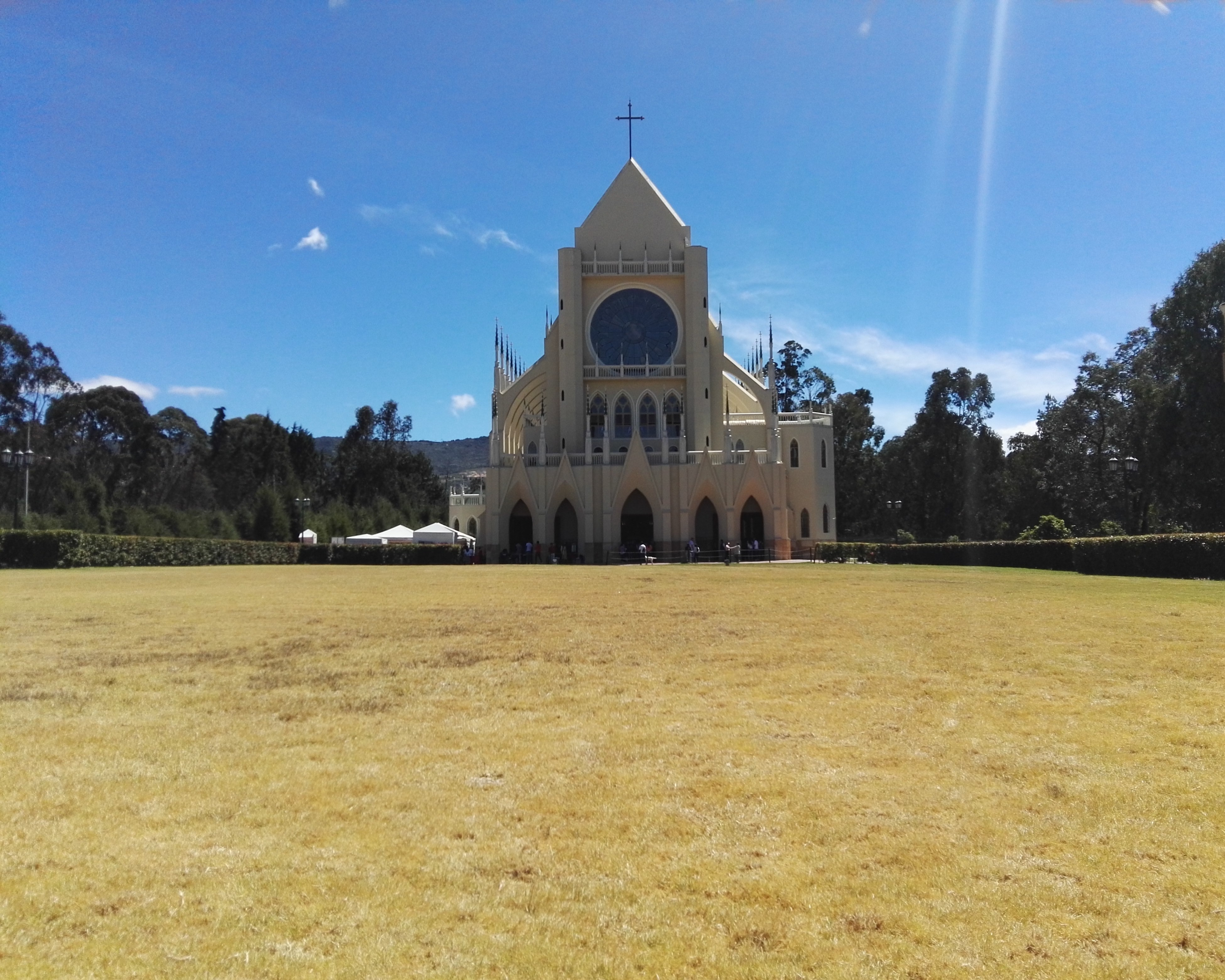
Santuario Nuestra Señora de Fátima de los Caballeros de la Virgen de Tocancipá.

En Tocancipá redujo la colonización española cuatro importantes capitanías: Toquencipe, Tibitó, Unta y Partam. El resguardo fue constituido el 21 de septiembre de 1593, reconociendo la Corona española el derecho de propiedad sobre la tierra a 699 personas de la parcialidad. 
En 1600 visitó a Tocancipá el oidor Luis Enríquez, quien por haberlos encontrado dispersos reiteró la orden de Ibarra de hacerlos poblar en el lugar demarcado, agregándoles los de Sopó, Cueca, Meusa y Gachancipá. 
En la iglesia se venera la imagen de la Virgen del Rosario o del Milagro de Tocancipá, pintada a mediados del siglo XVII en una tabla, que «... representa a Nuestra Señora en pie mirando dulcemente al Niño Dios, que descansa en su brazo izquierdo, y en su mano derecha muestra el cetro real: del cuello... pende un rosario. El que parece levantar el niño..... con sus brazos levantados tiene en sus manos el santo rosario en ademán de entregarlo a sus devotos».
El 2 de junio de 1604 Lorencio de Terrones en su visita encontró a Toquencipá dividida en cuatro parcialidades con 388 indios. El 30 de agosto de 1639 vino el oidor Gabriel de Carvajal, quien amparó a los indios en sus tierras. Entonces era cura doctrinero el poeta Hernando Domínguez Camargo. 
Por esa época fue entronizada en el altar mayor por el dominico fray Sebastián del Rosario, indio nativo de Tocancipá, a quien el arzobispo fray Cristóbal de Torres concedió licencia para predicar. Entonces la imagen tenía la diadema de oro y esmeraldas con que los indios la coronaron. Su fiesta se celebra el primer domingo de octubre. 
La primera partida que se encuentra en los libros parroquiales data del 18 de septiembre de 1654, correspondiente al bautismo de Inés Sacantiva. 
En visita de José Antonio de Peñalver de enero de 1751, la población estaba dividida en seis capitanes Guáqueta. Sutatiba, Sacantiba, Unta. Guacachique y Runta. El 4 de agosto de 1758 visitó a Tocancipá el fiscal Joaquín de Aróstegui y Escoto, quien encontró un total de 776 indios, casi todos dedicados a la fabricación de ollas para elaboración y transporte de sal de Zipaquirá y Nemocón. Por auto del 11 de agosto de 1758 fundó la Casa-Hospital para los indios. Según auto del presidente Dionisio Pérez Manrique del 24 de septiembre de 1747 los de Tocancipá y Unta tenían desde 1657 un contrato de fabricación de vasijas de barro.

### Época de la Independencia
Los siguientes patriotas de Tocancipá fueron muertos en el campo de batalla: 
- Sargento Ramón Garibello, en Buesaco 19 de abril de 1814.
- Sargento Manuel Piñeros, en Puente del Sispa 21 de noviembre de 1817.
- Cabo José Turmero, en Catambuco 12 de junio de 1823.

### Modernidad
En octubre de 1964 se inauguró en la plaza principal el "Monumento a la Bandera". El 25 de enero de 1975 se fundó la Casa de la Cultura bajo auspicio de la municipalidad, por Alfonso Chávez Pizano.

## Geografía

### Ubicación
El municipio de Tocancipá se localiza al norte de Bogotá, sobre la Troncal Central del Norte, a una distancia de 22 km. Sus coordenadas geográficas son: 4° 58´ latitud norte y los 73° 55´ longitud oeste. Altitud: 2.606 m s. n. m. La temperatura media anual es de 13 °C. 
El municipio de Tocancipá pertenece a la zona denominada Altiplano Cundiboyacense del centro del país junto con los siguientes municipios: Cajicá, Cogua, Cota, Chía, Gachancipá, Guasca, La Calera, Nemocón, Sopó y Zipaquirá.

### Fisiografía
El municipio, en su costado oriental se encuentra asentado sobre el anticlinal de Sopó-Sesquilé, conformado por la cuchilla del cerro que separa a Tocancipá de los municipios de Guasca y Guatavita y los cerros de Canavita, Peña Blanca y La Esmeralda; luego aparece un pequeño sinclinal en el punto donde se localiza el cono de eyección que conforma el punto de encuentro de las microcuencas de Quebrada Honda y Quebrada El Cedro o El Pino que vienen de Guasca.

### Geología
Según Etayo y otros (1986) la zona de estudio está localizada en el supraterreno cordillera Oriental, su litología está caracterizada por sedimentitas de origen marino correspondientes a depósitos del mar cretásico, constituidos por arcillolitas y cuarzoarenitas. 
- Río Tibitó Chiquito: Con el nombre de Tibitó Chiquito entre el río Neusa al Tibitó Grande, que los indígenas de Tocancipá llamaban Fumesa, o Bonsaga, según documento del 22 de abril de 1592, que en adelante se llamó río Bogotá, Funzhé o Funza, hasta el Salto de Tequendama en Soacha, y desde aquí hasta su desembocadura en el río Magdalena en Girardot. El Río bordea la parte Occidental de Tocancipá en límites con los municipios de Zipaquirá y Sopó.

### Límites Municipales
| Noroeste: Zipaquirá | Norte: Gachancipá | Nordeste: Guatavita |
| Oeste: Zipaquirá    |                   | Este: Guatavita     |
| Suroeste: Zipaquirá | Sur: Sopó         | Sureste: Guasca     |

## Toponimia
Tocancipá o Toquenzipá, en muysc cubun (idioma muisca), significa «pampanillas de nuestro padre», según Acosta Ortegón; pero para otros autores significa «alegrías de Zipa», en razón a que este celebraba allí sus triunfos sobre el Zaque que a su regreso de los campos de batalla de Chocontá.

## Organización territorial
Área urbana
El área urbana está dividida por sectores, así: Betania, Bohío, La Aurora, La Esmeralda, La Selva, Los Alpes, La Trampa, Los Cerezos y La Arboleda. Sin embargo no existe el concepto de barrio y los nombres han sido asignados más como una forma de complementar la nomenclatura asignada. 
Área rural
Cuenta con seis (6) veredas, así: Canavita, El Porvenir, La Esmeralda, La Fuente, Tibitó y Verganzo.

## Instituciones de educación
Públicas
- I.E.D Bachillerato Técnico Comercial
- I.E.D Postprimaria La Fuente
- I.E.D Técnico Industrial Tocancipá

Privadas
- Centro Gabriel García Márquez
- Colegio Divino Niño
- Colegio San Paulo
- Colegio Heraldos Del Evangelio
- Centro De Formación Educativa
- Escuela Sol Naciente

## Símbolos

### Escudo
En primera instancia y de forma globalizada, el escudo es una estructura formal con líneas rígidas para darle conformación al diseño, en su parte interior queda dividido rítmicamente y jugando bien con los elementos orgánicos que lo encierran. 
Dentro de esta estructura, hay dos elementos bien conjugados y mezclados que hacen mención a dos etapas bien marcadas de esta población. En primer lugar la cerámica muisca, que alcanzó un gran desarrollo y en algunos casos extendió su campo de acción al lograr conformar los llamados pueblos olleros; esta parte se reafirma en una de las pinturas de Henry Prince , “El ollero de Tocancipá” (Museo del 20 de julio). 
Dentro de la diversidad de cerámica doméstica y ceremonial hay un recipiente de forma globular con una agarradera a su lado, muy utilizada para la elaboración de chicha (bebida sagrada de los muiscas), que se complementa bien con la parte actual sintetizada en el piñón como elementos y eje del desarrollo e industrialización por el que atraviesa el municipio. La configuración de estos dos elementos dan una nueva forma que representa el sol (astro adorado por los antiguos pobladores), que se ha ubicado en la parte izquierda como representación del amanecer y del encuentro de dos culturas, y que corta con la disposición simétrica de los demás elementos. 
A continuación están las montañas en forma irregular representando el macizo montañoso que pasa por la población y de las cuales dependieron y están ligadas en la actualidad muchas familias. 
Las montañas y los elementos geométricos conforman lo que se denomina en diseño un contraste de elementos visuales y de relación. Curvilíneo/Rectilíneo; Representativo/Abstracto. 
En su parte inferior y para cerrar la composición interna del escudo, se ubican elementos geométricos que por su color y forma sintetizan las areneras del municipio (fuente de empleo, pero que a su vez han arrastrado con grandes problemas de tipo ecológico y social que son muy marcados y ligados al municipio desde hace muchos años). Estos elementos también representan la arcilla, como materia prima extraída de los cerros en épocas anteriores para la elaboración de la cerámica. 
La bandera cruza el escudo en forma ascendente y con un ligero movimiento para romper con la armonía de los elementos, conformando así una estructura muy atractiva. 
Rodeando el escudo están los helechos (específicamente la cyathea), especie en vía de extinción, y elementos dignos de preservar en esta región. Su disposición en forma simétrica configura un círculo representativo de calidez, protección y proyección al infinito. Como forma orgánica juega un papel importante de contraste con los demás elementos. 
Los colores utilizados son en su mayoría colores fríos que nos ubican en el piso térmico en el que se sitúa la población. El verde da sensación de tranquilidad y calma, y evoca la vegetación. El azul da la sensación de profundidad y gravedad solemne. El amarillo es tonificante y el naranja o amarillo fuerte, representa la fuerza, es radiante y expansivo. 

### Bandera

Bandera de Tocancipá.

La bandera y el escudo fueron aprobados mediante el Acuerdo n.º 34 de 1995, en el que se determinó que los colores tradicionales tanto para la bandera como para el escudo serán el amarillo oro y el verde montecarlo, en forma proporcional. 
La bandera está compuesta por dos franjas horizontales proporcionales de color amarillo oro y verde montecarlo, y ha sido utilizada tradicionalmente a través del tiempo por la comunidad. 

### Himno
| Letra: Cecilia Lamprea de Guzmán Música: Jaime Guillén Martínez Coro: Con orgullo colombiano Con decoro y dignidad Hoy cantemos jubilosos A la gran Tocancipá I Villa alegre de los chibchas De trabajo fuerza y paz Son tus hijos dignos nobles Que enaltecen tu heredad II Ideales son del pueblo Conservar la tradición Con anhelos de progreso Que nos da la educación III Que ideales tan sublimes Tiene siempre tu actitud Por la patria, la familia El honor y la virtud |

### Actual resguardo
El resguardo de Tocancipá es uno de los tres sobrevivientes de Cundinamarca, aunque está casi extinguido, arrinconados sus descendientes y dueños en un cerro estéril que no produce sino arena. No es ni sombra del que señalara Miguel de Ibarra en 1593.
En 1840 pertenecía a 857 comuneros y comprendía las veredas de Canavita y La Esmeralda. De sus últimos lotes en tierra plana y fértil eran los potreros llamados Los Patos, Desbabadero y La Comunidad, que fueron expropiados unos y vendidos los otros,
con lo cual vino a menos y se redujo a una pequeña posesión sobre los cerros, impropia para la agricultura, sin agua, solo aprovechable para explotar arena y piedra, etapa culminante del proceso de su gradual extinción.
Subsiste una docena de familias con su típico gobierno, reorganizado conforme a la Ley 89 del 25 de noviembre de 1890. El Cabildo de Indígenas que lo gobernaba en 1965 estaba integrado por Juan Tinjacá, Buenaventura Navas, Ángel María Botonero, Guillermo Moreno, Ignacio Corchuelo, Luis A. Moreno, Jacinto Flautero y José María Cetina, según acta de 5 de mayo de dicho año. En 1943 el censo de comunitarios dio un total de 525 personas; entonces su Cabildo estaba integrado por Presidente, Vicepresidente, Secretario, Tesorero, un comunero y dos vocales.
En sus actas se conservan entre otros los siguientes apellidos autóctonos: Güica, Papagayo, Cota, Turma, Nemogá, Guativa, Tijaro, Tinjacá, Suesca, Guáqueta, Cuitiva, Cabiatiba, Cacamavena, Sastoque, Chaparro.

### Toponímicos
Unta, Canavita, Guaytoque, Sutatiba, Sacantiba, Neute, Guacachique, Rantiba, Manine, Mirnusuca, Payma, Gtiacasique, Muicuba, Subuta, Fumesa, Gugua, Momusuca, Quemabita, Palmeca, Guapuchas, Mamne, colquillo, cosilam entre otros.

## Sitios de interés

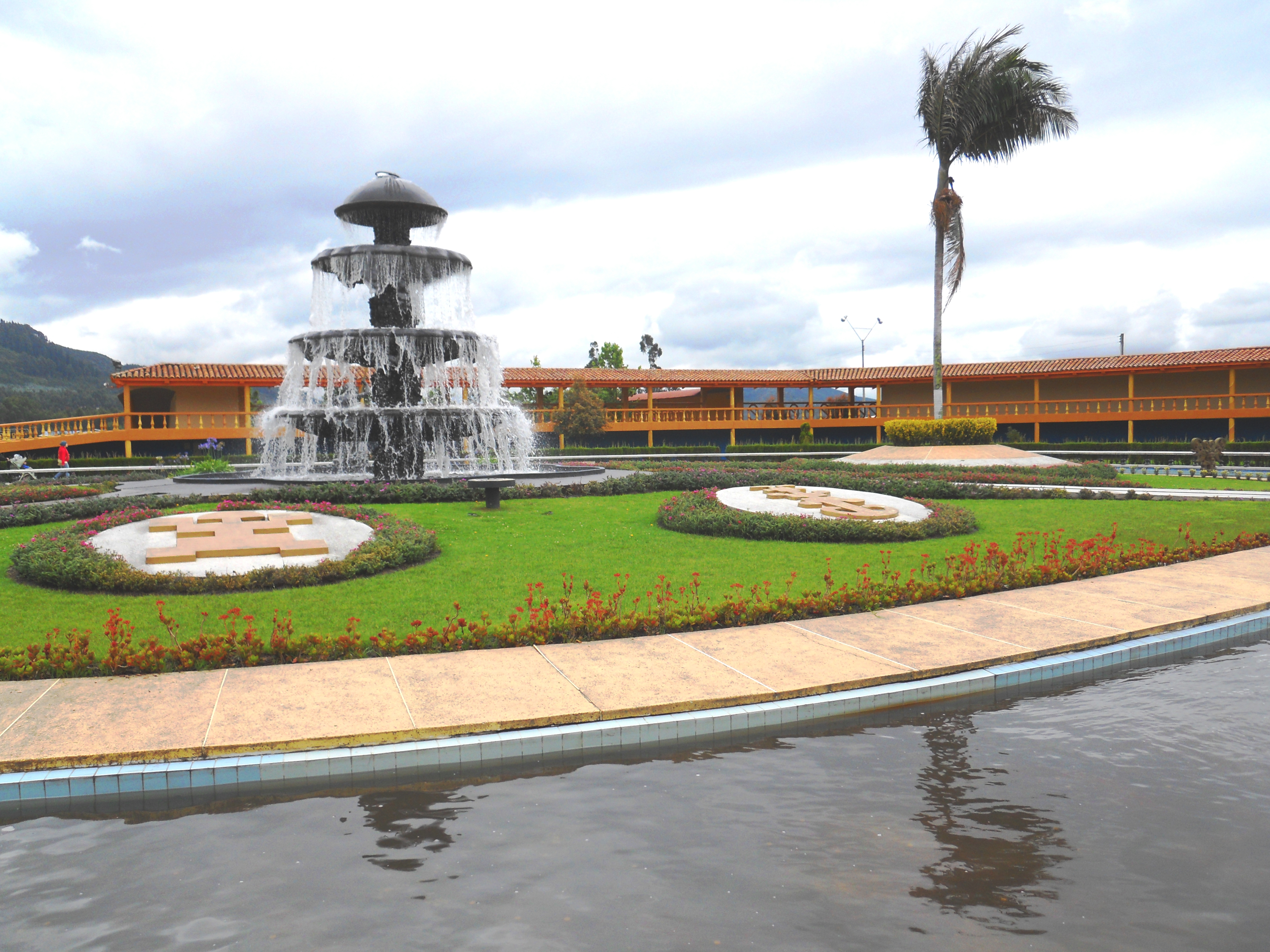
Fuente en el Parque Jaime Duque.

### Estación del ferrocarril
La estación de Tocancipá hace parte de las estaciones de ferrocarril del noreste. Su construcción, que buscaba comunicar los departamentos de Cundinamarca y Boyacá, se inició en 1925 y estuvo a cargo de la firma belga Société Nationale de Chemins de Fer. Un año después llegó a Usaquén; en 1930 se extendió hasta Albarracín y en 1931 llegó a Tunja y Sogamoso. Siete años después, la Nación la compró y lo prolongó hasta Paz del Río para facilitar el transporte del material de las minas de hierro. Debido al desarrollo de Bogotá, se levantaron los rieles del Ferrocarril del Norte a lo largo de lo que sería la avenida Caracas, por lo que tuvo que hacer uso del corredor férreo del Ferrocarril del Nordeste que, a su vez en 1951, se trasladaron para construir la Avenida Ciudad de Quito (Carrera 30). La estación de Tocancipá está en el kilómetro 53 de la línea.
Actualmente el sistema está en uso para carga y con fines turísticos. Existen proyectos para utilizar parte del trazado para implementar el Tren de Cercanías de la Sabana de Bogotá. La empresa Turistren opera desde el año 1992 la línea del Ferrocarril del Norte que funciona de manera regular los fines de semana y los días feriados como servicio recreativo y turístico; la actual ruta turística va desde la Estación de la Sabana, pasando por Usaquén, La Caro, Parque Jaime Duque, Briceño, Cajicá hasta Zipaquirá. Incluye además diferentes eventos recreativos durante el recorrido por la Sabana de Bogotá. En Zipaquirá algunos vagones del tren se utilizan como cafetería para los turistas.

### Autódromo de Tocancipá

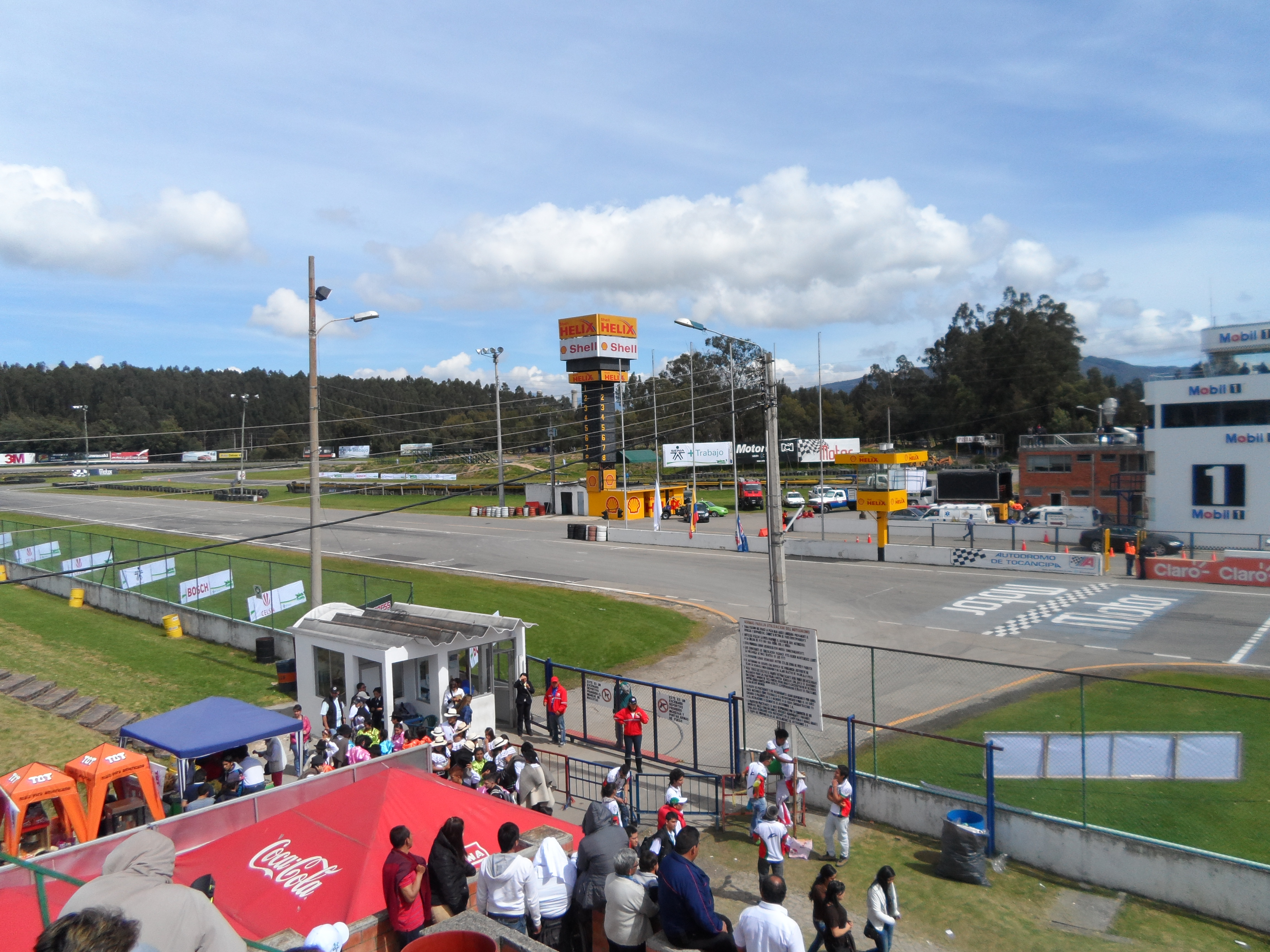
Autódromo de Tocancipá.

La primera pista que tuvo el Autódromo de Tocancipá tenía una longitud de apenas 2.040 metros y se utilizaba siempre en sentido horario, es decir, siguiendo las manecillas del reloj. Con el correr de los años y por acumulación de necesidades, el trayecto se extendió hacia la parte nor-oriental, sobre el sector de Siberia, en un intresante óvalo de asfalto que la hizo más rápida pero, igualmente, mucho más exigente. Esa modificación permitió que el trazado se extendiera a los 2.725 metros, es decir, 685 metros más que la inicial, con lo cual se ganaba en dimensión y capacidad pues la cifra de participantes para competencias de largo aliento y de reconocido calibre se pudo ampliar a 55 autos. 
De la misma manera, con el advenimiento de las Seis Horas de Bogotá, calificada como el Gran Derby del automovilismo colombiano, se volteó el sentido del giro y se aireó un sistema ortodoxo que solo permitía ese tipo de circulación. Así las cosas, Tocancipá tiene ahora 10 tipos de circuitos para las pruebas de velocidad, pues las de habilidad y destreza, como el Cámper Cross, tienen casa propia, dentro del mismo escenario.
En Tocancipá se encuentra el epicentro de los deportes de motor en Colombia. El Autódromo Internacional y el Kartódromo Juan Pablo Montoya. Desde los jueves y todos los fines de semana hay un buen plan en el Autódromo.

### Red de Bibliotecas
La Red de Bibliotecas está conformada por seis bibliotecas ubicadas así: dos en el centro (Biblioteca Roberto González Otero y Biblioteca Convenio Colsubsidio); en La Fuente, la Biblioteca Pedro María Orterga; en Verganzo, la Biblioteca Ana Stella Gómez de Chávez; y dos bibliotecas escolares en la IEDT Comercial, sede San Luis Gonzaga, y en la IEDT Comercial, sede Depa.

### Zona franca y nuevas zonas residenciales
Por su posición estratégica, Tocancipá se ha convertido en una alternativa habitacional en el Área Región de Bogotá. Muchas constructoras e inmobiliarian han realizado desarrollos urbanísticos en el enclave de la zona franca, en proyectos de vivienda de interés social y no VIS. Por su proximidad a fábricas, industrias y complejos comerciales importantes, es una zona de valorización muy alta en sabana centro.

## Servicios públicos
- Energía Eléctrica: Enel, es la empresa prestadora del servicio de energía eléctrica.
- Gas Natural: Vanti es la empresa distribuidora y comercializadora de gas natural en el municipio.